# 振れ取り台

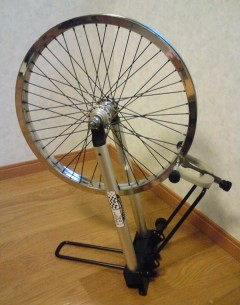
振れ取り台（ホイールをセットした状態）

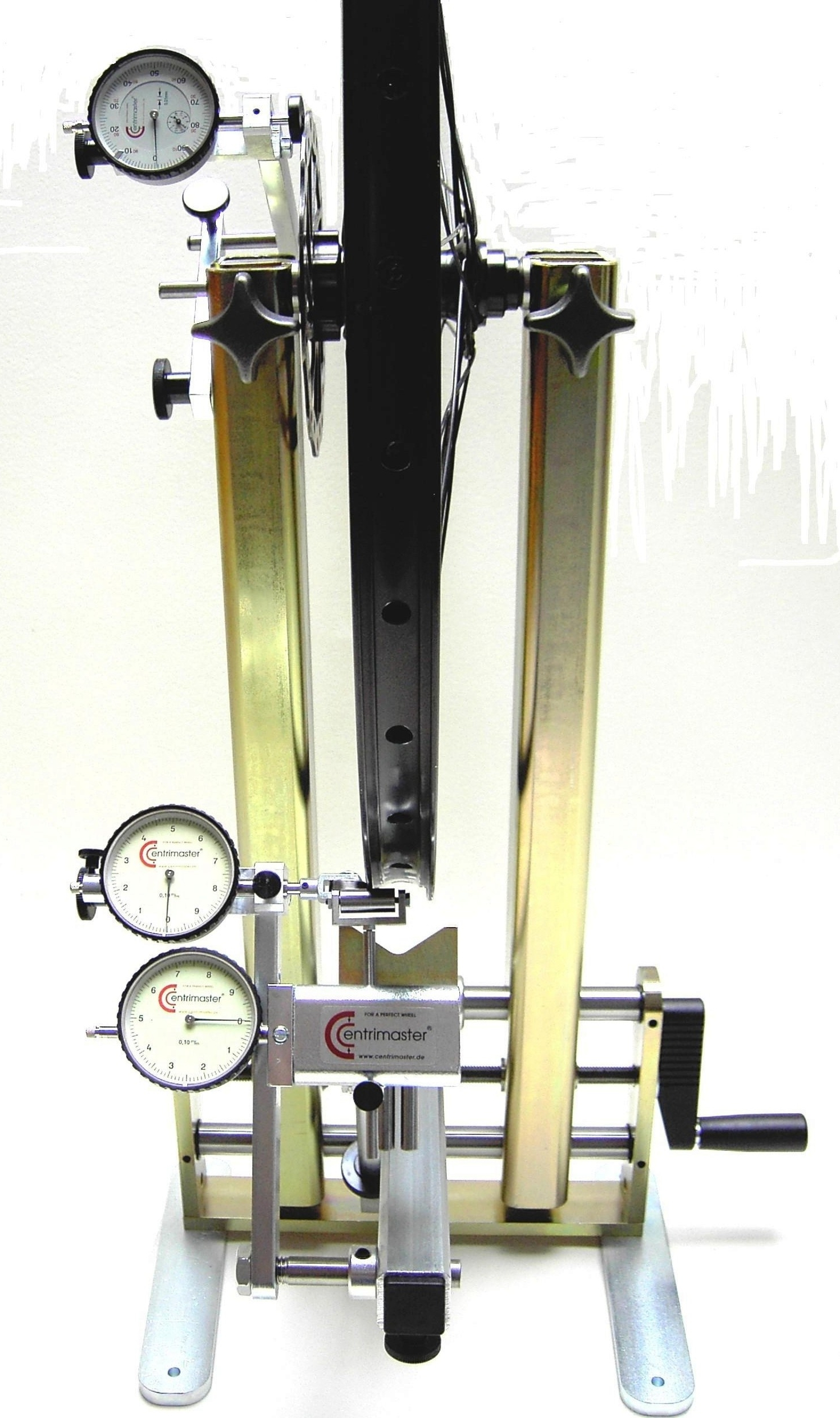
品質を確認する計器つきの振れ取り台

振れ取り台（ふれとりだい）は、自転車やオートバイのスポークを有するホイール（車輪）の組み上げや調整に使用するスタンド型の調整器具である。
逆さまにしたフロントフォークのような形状で、2本のアームの上端部にある切れ込みにハブ軸を乗せて固し、ホイールが自由に回転できる状態でスポークレンチを用いてゆがみを修正する。
なお、振れ取り台自体の機能はホイールのゆがみを検出することのみで、それを修正する機能はない。

## ホイールの品質
JIS D9311『自転車組立作業方法』においては、「縦振れ、横振れ、共に1.5mm以下、ハブ中心とリム中心の偏差を1mm以下になるよう調節する」ことが求められている。